# Slaget ved Bov
Slaget ved Bov var det første feltslag under Treårskrigen 1848-1850 og stod den 9. april 1848 ved landsbyen Bov lige nord for den nuværende dansk-tyske grænse.

## Baggrund
Umiddelbart efter udbruddet af det slesvig-holstenske oprør i marts 1848 og oprettelsen af en provisorisk slesvig-holstensk regering trængte oprørsstyrkerne under ledelse af Prinsen af Nør op i Slesvig for at vinde befolkningens tilslutning til deres sag. Her forsøgte den at forskanse sig ved Bov. Den danske hær var i slutningen af marts blevet formeret i to afdelinger. Det Nørrejyske Armékorps ved Kolding med 7.200 mand under general Hedemann og Flankekorpset på Als med 3.800 mand, som var ledet af oberst Schleppegrell. Den danske plan blev, at de to korps skulle forene sig, rykke imod syd og slå oprørerne, før de tyske forbundstropper der stod længere sydpå kunne komme til hjælp. Den danske styrke havde fordel af at være overlegen i antal, og af at de danske soldater var bedre uddannede.

## Slaget
Om morgenen den 9. april rykkede de danske styrker frem. Avantgarden under von Magius med 3. Jægerkorps og 12. Bataljon, støttet af 4 kanoner, angreb fra nordøst den slesvig-holstenske hovedstilling ved Bov. Fra øst udførte det 1. Jægerkorps samt et par kompagnier af 5. og 9. Bataljon et skinangreb på slesvig-holstenerne stilling i skoven omkring Kobbermøllen. Den blev forsvaret af et jægerkorps og kielerstudenterne under kommando af Major Michelsen.
Efter en hård kamp faldt Bov til den danske Avantgarde, og slesvig-holstenerne trak sig tilbage, først Nyhus og derefter til Harrislev, hvor de havde barrikaderet indgangene til byen og indrettet husene til forsvar. Omkring kl. 12 gik 1. og 11. bataljon til angreb fra den fra den nordlige og vestlige side og 2. Bataljon fra syd, imens to kanoner støttede angrebet.
Efter en heftig kamp, blev fjenden tvunget tilbage til Flensborgs udkant, hvor de indtog en ny stilling i skoven nord for byen, og i et teglværk og nogle huse i den nordlige udkant af byen. Efter gentagne angreb fra den 2. Bataljon blev slesvig-holstenerne omsider tvunget til overgivelse eller på flugt sydpå.
Imens dette foregik, stod Major Michelsens styrker stadig ved Kobbermøllen, uden at vide at deres hovedstyrke havde måttet trække sig tilbage fra Bov. Omkring kl. 12 fik han omsider besked om, at Nyhus var blev opgivet, og hans styrke dermed var i fare for at blive afskåret. Han beordrede en tilbagetrækning, men blev under tilbagetoget beskudt af danske krigsskibe fra Flensborg Fjord, og hans styrke blev delvist opløst.
Nogle af slesvig-holstenerne indtog en stilling på Møllebakkerne nord for byen, imens det lykkedes for andre at nå tilbage til Flensborgs udkant, hvor de satte sig fast i et teglværk og nogle huse. 2. Bataljon forsøgte flere gange at indtage de fjendtlige stillinger men blev slået tilbage. Først da 4. Bataljon kom til undsætning vestfra, lykkedes det omsider at erobre de huse, hvorfra slesvig-holstenerne forsvarede sig. Kort tid efter overgav fjendens styrke på Møllebakkerne sig også. Michelsen selv faldt hårdt såret i dansk fangenskab og døde kort tid efter.
Derimod så lykkedes det ikke at afskære, den slesvig-holstenske hovedstyrkes tilbagetrækning. Efter en hård march igennem vanskeligt terræn havde Bülows 1. infanteribrigade måtte opgive at gå vest om slagmarken, og den havde i stedet sat kurs imod Flensborg. Også Kavaleribrigaden havde måtte opgive at omringe fjenden.
Men den danske sejr var sikret. Omkring kl. 14.30 var kampen ovre, og slesvig-holstenerne på flugt sydpå i uorden og forvirring.

## Efterspil
Den danske hær fulgte efter og indtog stillingen på Dannevirke. Hedemanns planlagte omringning af modstanderens hær lykkedes kun delvis, så den slesvig-holstenske hovedstyrke reddede sig ved flugt tilbage til Rendsborg; dens tab var 16% af styrken; de danske tab var 0,8%. Sejren ved Bov blev hilst med jubel i Danmark og gav anledning til stor optimisme med hensyn til de danske sejrschancer i den forestående krig.
- Mindesten i Bov
- Mindested i Flensborg
- Gravsten over kaptajn af 3. Jægerkorps Frederik Johan Hegermann-Lindencrone på Åbenrå Kirkegård